# Provisorischer Exekutivrat

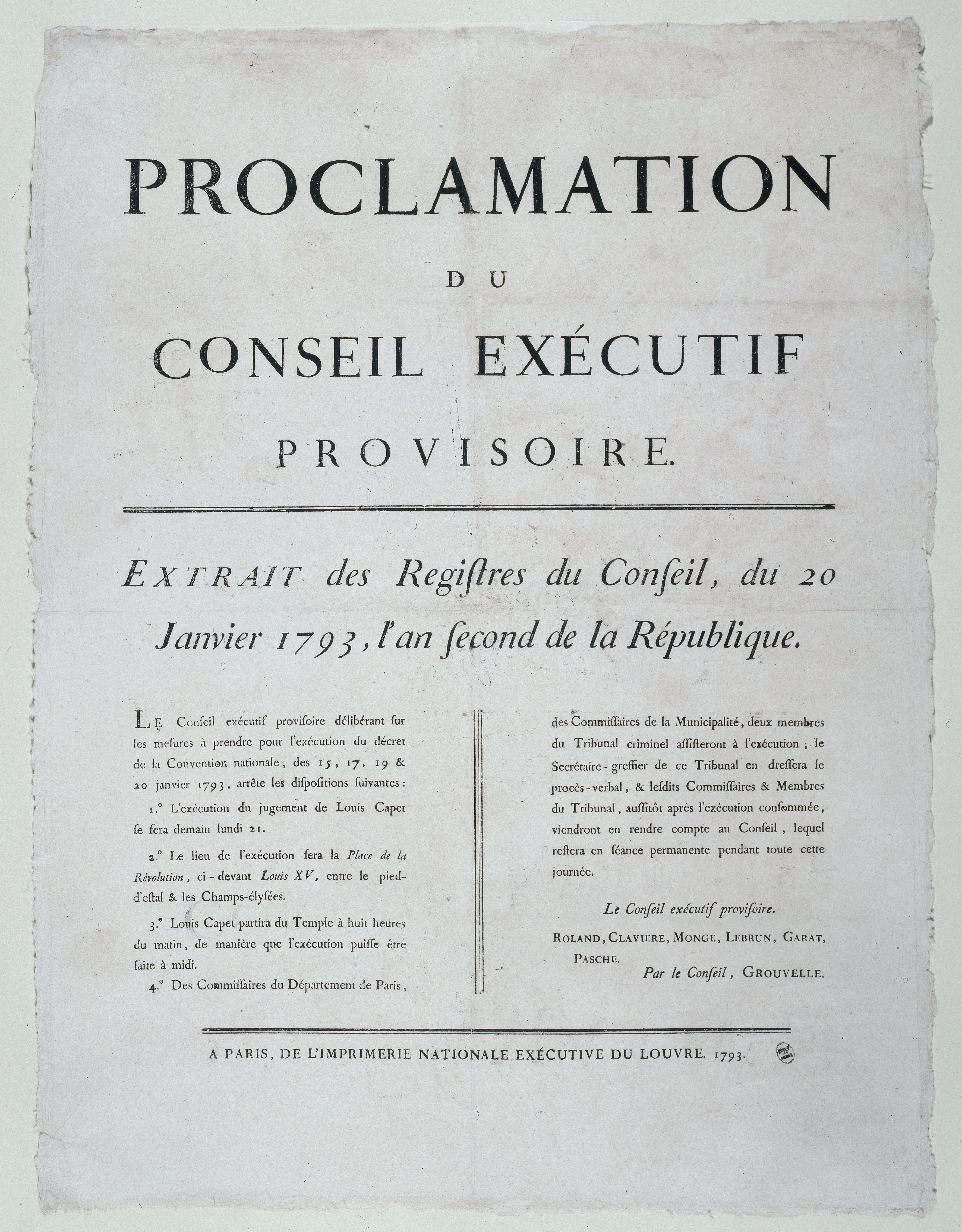
Provisorischer Exekutivrat: Proclamation du conseil exécutif provisoire, 1793

Der Provisorische Exekutivrat (frz. conseil exécutif provisoire) war die Bezeichnung der Regierung in der ersten französischen Republik vom 10. August 1792 bis zum 20. April 1794.
Mit der Suspension von Ludwig XVI. am 10. August 1792 wurde das Königreich Frankreich erstmals zur Republik. Das Parlament als Legislative wählte sechs Persönlichkeiten, die mehrheitlich aus dem politischen Lager der Girondisten stammten (Zweites Kabinett der Gironde). Diese bildeten, als eine Art ständiger Ministerrat, nun die oberste Exekutive des Landes.
Eine wichtige Zäsur in der Geschichte dieser Regierung bildete der 2. Juni 1793 an dem die Pariser Sansculotten in einem Aufstand die Verhaftung der Führer der Gironde erreichte. Danach bildete sich ein mehrheitlich jakobinisches Kabinett.
Mit dem Gesetz vom 12. Germinal II (1. April 1794), wurde der Exekutivrat aufgelöst und durch Exekutivkommissionen (frz. commissons exécutives) ersetzt. Das Gesetz wurde 19 Tage später durch die Absetzung der amtierenden sechs Minister umgesetzt.